# Michele Santos
Michele Santos é uma lutadora de Wushu brasileira. Em 2022, ela foi medalhista de bronze nos Jogos Mundiais.